# Anne Goldthwaite
Anne Goldthwaite (Alabama, 28 de junio de 1869 - Nueva York, 29 de enero de 1944) fue una pintora, dibujante y grabadista estadounidense perteneciente a movimientos por la lucha de los derechos de las mujeres como igualitarios. 

## Biografía
Anne Wilson Goldthwaite nació en Montgomery, Alabama el 28 de junio de 1869, y se mudó a Dallas Texas donde vivió su niñez mientras su padre buscaba trabajo después de regresar de la guerra civil. Sus padres mueren en 1880 y Anne con sus dos hermanas regresaron a Alabama donde sus familiares cuidaron de ellas y fueron criadas por su tía Molly Arrington quien introdujo el arte en sus vidas. Al pasar de los años fue desarrollando interés por el dibujo y la pintura, su tío Henry Goldthwaite la alienta por el gran talento que observa en sus primeros trabajos y la apoya en su carrera de artista lo cual provoca que su lugar de residencia cambie a ser Nueva York para ingresar a la Academia Nacional de Diseño en 1903.
En 1944 muere por una grave enfermedad en Nueva York el día 29 de enero. 

### Carrera
En 1903 en la Academia Nacional de Diseño fue alumna de distintos pintores como Francis Jones Coates (1857-1932), Charles Frederick (1864-1919) y Walter Shirlaw (1838-1909).

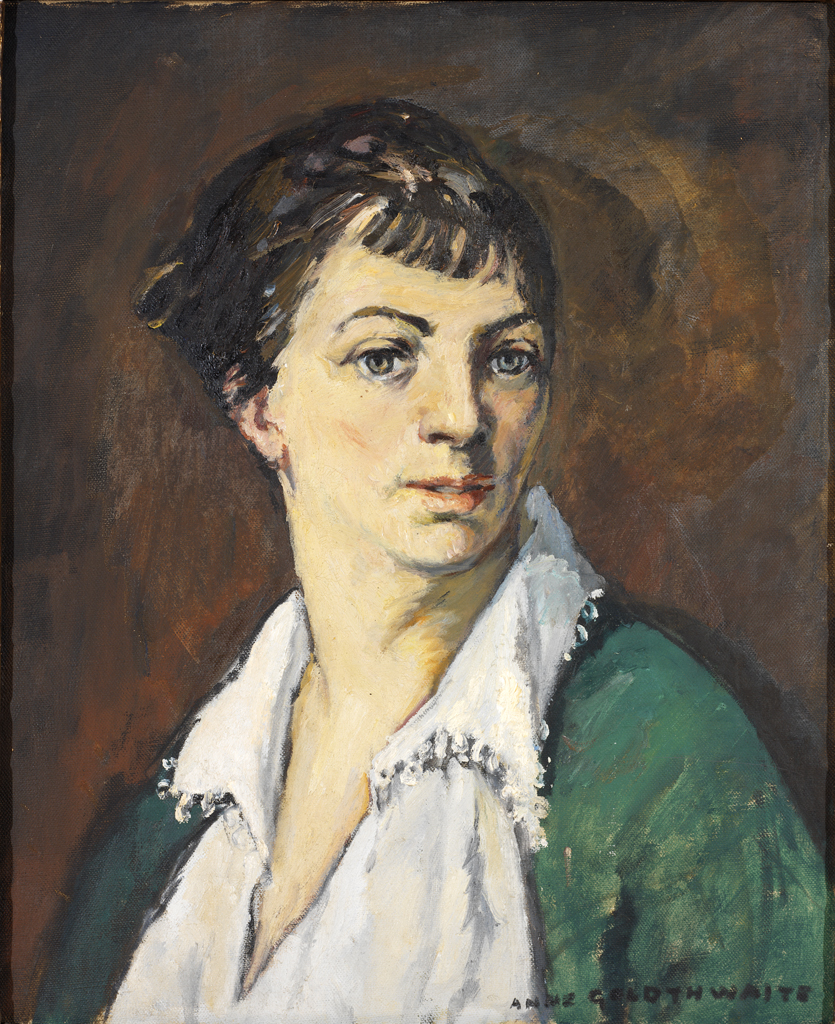
Autorretrato de Anne Goldthwaite, Museo de la Escuela de Diseño de Rhode Island

Sus primeros trabajos fueron retratos, paisajes sureños representativos de su ciudad natal y colecciones de litografías que fueron exhibidas en galerías neoyorquinas.
Viaja a París en 1906 donde forma parte de un estudio llamado Academia Moderna (Académie Moderne) conformado por un grupo de pintores extranjeros, la mayoría estadounidenses pues el fin de la academia era crear un grupo de pintores estadounidenses, el maestro principal fue Fernand Leger y algunos de los artistas pertenecientes fueron Otto G. Carlsund , Erik Olsson , Waldemar Lorentzon , Vera Meyerson , Siri Meyer , Rudolf Gowenius y Franciska Clausen. Durante este período Anne trabajaba de manera independiente, sin embargo en ocasiones lo hacía bajo supervisión del pintor académico Charles Guérin (1875-1939) 
Su vida en París nutre de una manera fundamental su estilo artístico fortaleciendo su esencia y con ello haciéndose de un nombre reconocible, Europa le brindó las herramientas para explotar sus habilidades dando como resultado obras de arte que lograron ser reconocidas.

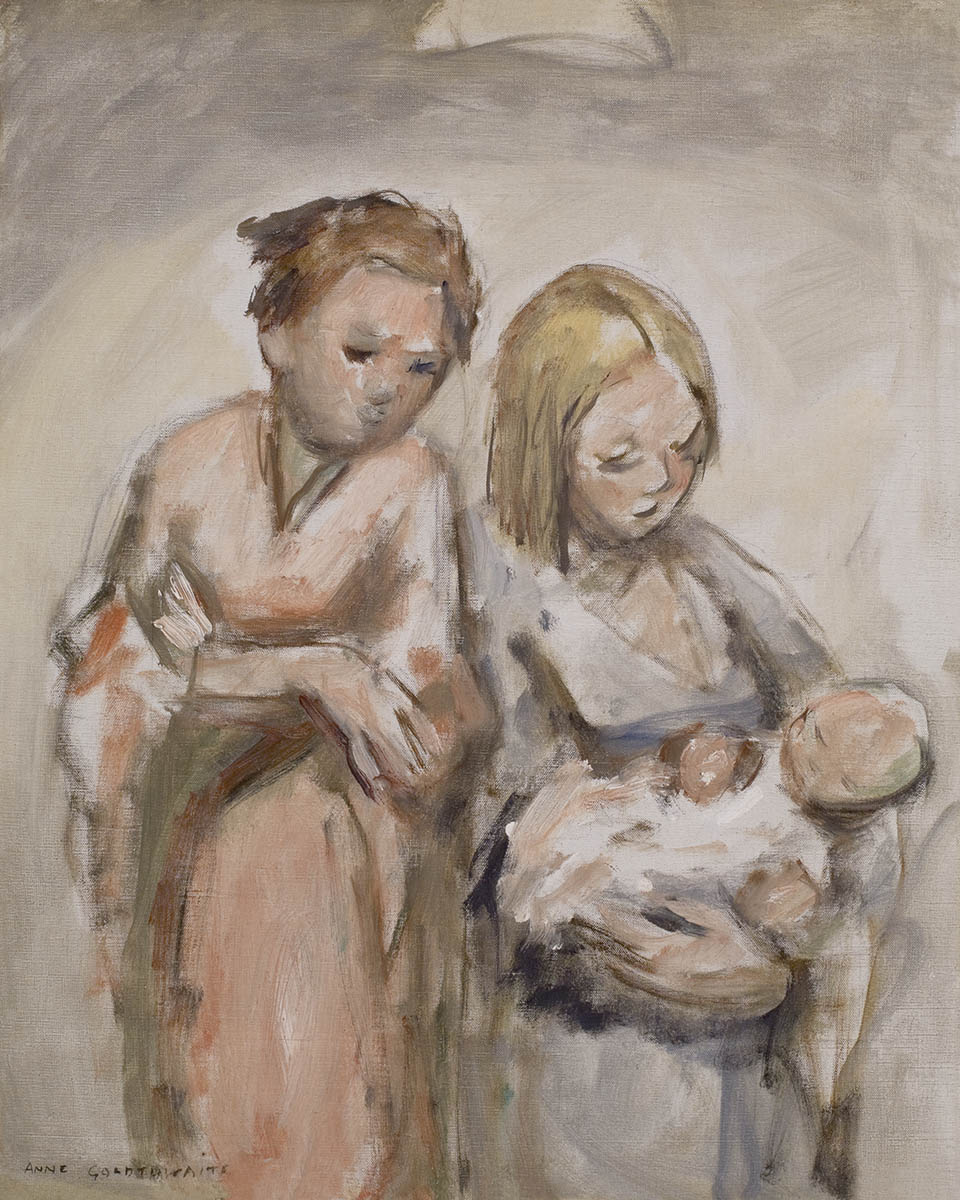
Sin título, óleo sobre lienzo. Johnson Collection

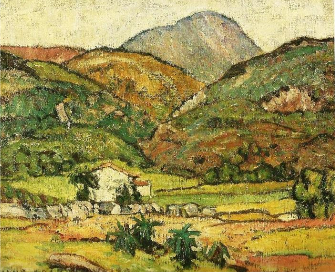
The church on the hill (1911)

Tuvo una relación amistosa con Katherine S. Dreier quien fue fundadora de la Societé Anonyme, un grupo organizado en conjunto de artistas dadaistas como Marcel Duchamp y Man Ray del cual Anne también formó parte, suceso que le abrió muchas puertas en el mundo del arte gracias a las relaciones que pudo crear con distintos pintores de la época.
Anne y Katherine junto con sus hermanas formaron parte activa en el Movimiento progresista por los derechos de las mujeres. 
El trabajo de Anne comenzó a formar parte del movimiento de las Arts and Crafts y en eventos para promover los derechos de las mujeres. Fue organizadora de la Exhibición de pintura y escultura por mujeres artistas para el beneficio de la campaña sufragista de las mujeres en la Galería Macbeth en 1915. También fue presidenta de la Sociedad de mujeres artistas de Nueva York en 1937.
Regresa a América en 1913 para ser pionera del movimiento modernista en América  al exponer dos de sus trabajos en la exposición Armory Show en la cual dio a conocer sus pinturas The church on the hill (1911) y Prince's Feathers.
En 1915 recibe el premio por su estilo paisajista (Mc Millan Landscape Prize) brindado por la Asociación Nacional de Mujeres Artistas y una medalla de bronce en la exhibición Pan-Pacific de San Francisco por un trabajo en aguafuerte.
En 1921 comienza a dar clases en el Art Students League de Nueva York, donde permaneció como docente aproximadamente 20 años y cada verano visitaba su ciudad natal donde su inspiración florecía y su estilo artístico alcanzó su madurez, así vivió trabajando, creando obras y promoviendo la lucha a favor de los derechos de las mujeres en Nueva York hasta sus últimos años de vida.